# Peter Zwick
Peter Zwick (Berlijn, 1 november 1941) is een Duits entomoloog.
Peters vader was entomoloog. Als schooljongen verzamelde Peter kevers en stond hij in contact met het Duits Entomologisch Genootschap. Van 1961 tot 1965 studeerde hij biologie aan de Vrije Universiteit Berlijn en aan de Christian Albrechts-Universiteit te Kiel. Zijn belangstelling voor steenvliegen (Plecoptera) werd gewekt door professor Joachim Illies, leider van het limnologisch rivierstation (Limnologische Fluss-Station, LFS) te Schlitz. Zwick verhuisde naar Schlitz om zijn doctoraat te schrijven onder toezicht van Illies. In 1969 verdedigde hij zijn thesis "The phylogenetic system of Plecoptera" en werd assistent aan het veldstation van Schlitz.
In 1972 verbleef hij als bezoeker aan de Monash-universiteit in Melbourne om te doceren en specimina (in het bijzonder Blephariceridae) te verzamelen.
In 1978 werd hij gehabiliteerd aan de Universiteit Kassel te Kassel op de publicatie "Australian Blephariceridae (Diptera)". Hij doceerde er entomologie en limnologie van 1975 tot 1989. In 1982 overleed Illies, en Zwick volgde hem op als leider van het veldstation tot 2006.
In 1982 kreeg hij de Fabriciusmedaille van het Duits Genootschap voor Algemene en Toegepaste Entomologie.
In 2007 ontving hij de prijs voor entomologie die genoemd is naar Ernst Jünger.
Zwick is hoofdredacteur van het vaktijdschrift Aquatic Insects, International Journal of Freshwater Entomology. Hij is ook mederedacteur van de boekenreeks Süsswasserfauna von Mitteleuropa.
Zijn eigen publicatielijst omvat ruim 170 titels, waarvan meer dan de helft over Plecoptera.